# ザ・NIPPON検定
『ザ・NIPPON検定』（ざ・にっぽんけんてい）は、2007年4月1日から2007年9月23日までフジテレビ系列で毎週日曜13:35 - 14:00（JST）に放送されたクイズ番組である。

## 概要
レギュラー放送開始前にも、祝日に数回単発特別番組扱いで放送されており、またレギュラー放送では前番組『バイキング』より引き続き系列局である長野放送でも同時ネットで放送された。
毎週、1つの検定エリアにちなんだ問題に受検生が挑戦するのが主な内容で、受検生は毎回3人でそのエリアの出身または縁のある場合が多い。問題は1問10点の問題が10問出題され、80点以上取ると合格。問題内容はその地域の地理、歴史、文化、名産など様々である。特徴としてその地域のご当地キャラクターの名前を答える問題が出題される。解答終了後は答え合わせと平行で検定員ビビる大木と助手の登場する教習VTRを見ながら、その地域を学習する。第十二回銀座編より受検生は2人（組）、問題数は10問とは限らなくなった。

## 出演者
NIPPON検定委員会
- 委員長 - 藤井隆
- 副委員長 - 眞鍋かをり
- 検定員 - ビビる大木
- 助手
  - 遠藤玲子（フジテレビアナウンサー）
  - 秋元優里（同上）
  - 中村仁美（同上）
  - 春日由実（同上）
  - 西村裕美子（テレビ愛媛アナウンサー）
- 受検生 - 毎週変更（次項を参照）
- ナレーション - 杉本るみ

## 検定エリアと受検生
| 回数       | 検定エリア | 受検生        | 受検生         | 受検生             | 助手       |
| ---------- | ---------- | ------------- | -------------- | ------------------ | ---------- |
| 第一回     | 鎌倉       | 石原良純☆     | 雛形あきこ     | ふかわりょう       | 遠藤玲子   |
| 第二回     | 箱根       | ラサール石井☆ | 藤崎奈々子     | 河田貴一           | 遠藤玲子   |
| 第三回     | 房総       | 渡辺正行      | 小倉優子       | まちゃまちゃ       | 秋元優里   |
| 第四回     | 京都       | ウエンツ瑛士  | 大沢あかね     | 宇治原史規☆        | 遠藤玲子   |
| 第五回     | 神戸       | 上島竜兵      | 濱田マリ☆      | 陣内智則           | 中村仁美   |
| 第六回     | 伊豆       | レッド吉田    | 夏川純         | 濱田岳             | 遠藤玲子   |
| 第七回     | 甲州       | モト冬樹      | 安めぐみ       | 坂本ちゃん         | 遠藤玲子   |
| 第八回     | 宇都宮     | モト冬樹      | 手島優☆        | ムッシュ・ピエール | 遠藤玲子   |
| 第九回     | 横浜       | 小泉孝太郎    | 中山エミリ     | ふかわりょう       | 中村仁美   |
| 第十回     | 名古屋     | 加藤晴彦      | 水野裕子☆      | 森本レオ           | 遠藤玲子   |
| 第十一回   | 伊勢       | ドン小西☆     | 伊藤えみ       | 小倉隆史           | 遠藤玲子   |
| 第十二回   | 銀座       | 朝丘雪路※     | 川端健嗣※      |                    | 中村仁美   |
| 第十三回   | 日光       | ガッツ石松※   | U字工事※       |                    | 遠藤玲子   |
| 第十四回   | 神田神保町 | 大仁田厚      | ペナルティ     |                    | 中村仁美   |
| 第十五回   | 浅草       | 安達祐実☆     | アニマル浜口☆  |                    | 中村仁美   |
| 第十六回   | 札幌       | 石黒彩☆       | アップダウン   |                    | 中村仁美   |
| 第十七回   | 函館       | 伊吹吾郎      | 海老瀬はな☆    |                    | 中村仁美   |
| 第十八回   | 青森       | 畑山隆則☆     | 新山千春☆      |                    | 遠藤玲子   |
| 第十九回   | 渋谷       | 江川達也☆     | あびる優       |                    | 遠藤玲子   |
| 第二十回   | 広島       | 山本モナ      | アンガールズ   |                    | 春日由実   |
| 第二十一回 | 愛媛       | 村上ショージ☆ | 本田朋子☆      |                    | 西村裕美子 |
| 第二十二回 | 下関       | 原田大二郎☆   | 西村知美       |                    | 中村仁美   |
| 第二十三回 | 沖縄       | 具志堅用高☆   | キャン×キャン☆ |                    | 中村仁美   |

- ☆は検定合格者。なお、第十二回、第十三回は合否判定を行っていない。
- 第九回と第二十一回は副委員長である眞鍋かをりも教習VTRに出演した。
- 第十一回のドン小西は番組史上初となる100点満点を達成した。
- 第十九回の江川達也、第二十二回の原田大二郎も満点（6問中6問正解）を達成した。
- 第二十三回の具志堅用高とキャン×キャンも満点（7問中7問正解）を達成した。

## スタッフ
- 企画：八木祐子（フジテレビ）
- プロデューサー：永盛健之（D：COMPLEX）
- チーフディレクター：河本誠司（同上）
- 制作協力：D：COMPLEX
- 制作著作：フジテレビ

## ネット局と放送時間
| 地域名        | 放送局名                  | 放送開始日    | 放送時間                                   | 遅れ日数                                          |
| ------------- | ------------------------- | ------------- | ------------------------------------------ | ------------------------------------------------- |
| 関東広域圏    | フジテレビ（CX）          | 2007年4月1日  | 日曜日 13:35～14:00 最終回のみ17:00～17:25 | 制作局                                            |
| 長野県        | 長野放送（NBS）           | 2007年4月1日  | 日曜日 13:35～14:00 最終回のみ17:00～17:25 | 同時ネットだが、 8月19日のみ休止 （振替放送無し） |
| 鹿児島県      | 鹿児島テレビ（KTS）       | 2007年4月8日  | 日曜日 13:10～13:35                        | 7日遅れ                                           |
| 岡山県        | 岡山放送（OHK）           | 2007年4月8日  | 日曜日 14:30～14:55                        | 7日遅れ                                           |
| 熊本県        | テレビ熊本（TKU）         | 2007年4月11日 | 水曜日 25:40～26:05                        | 10日遅れ                                          |
| 高知県        | 高知さんさんテレビ（KSS） | 2007年4月12日 | 木曜日 15:30～15:55                        | 11日遅れ                                          |
| 福井県        | 福井テレビ（FTB）         | 2007年4月14日 | 土曜日 15:50～16:15                        | 13日遅れ                                          |
| 新潟県        | 新潟総合テレビ（NST）     | 2007年4月15日 | 日曜日 14:30～14:55                        | 14日遅れ                                          |
| 沖縄県        | 沖縄テレビ（OTV）         | 2007年4月16日 | 月曜日 16:30～16:55                        | 15日遅れ                                          |
| 秋田県        | 秋田テレビ（AKT）         | 2007年4月18日 | 水曜日 15:05～15:30                        | 17日遅れ                                          |
| 佐賀県        | サガテレビ（STS）         | 2007年4月21日 | 土曜日 10:30～10:55                        | 20日遅れ                                          |
| 山形県        | さくらんぼテレビ（SAY）   | 2007年4月22日 | 日曜日 14:10～14:35                        | 21日遅れ                                          |
| 福島県        | 福島テレビ（FTV）         | 2007年4月26日 | 木曜日 15:05～15:30                        | 25日遅れ                                          |
| 北海道        | 北海道文化放送（uhb）     | 2007年4月22日 | 日曜日 6:30～6:55                          | 28日遅れ※                                         |
| 長崎県        | テレビ長崎（KTN）         | 2007年5月5日  | 土曜日 17:00～17:25                        | 34日遅れ                                          |
| 石川県        | 石川テレビ（ITC）         | 2007年5月9日  | 水曜日 15:00～15:25                        | 38日遅れ                                          |
| 富山県        | 富山テレビ（BBT）         | 2007年5月14日 | 月曜日 14:40～15:05                        | 43日遅れ                                          |
| 愛媛県        | テレビ愛媛（EBC）         | 2007年9月10日 | 月曜日 14:05～15:30                        | 約5ヶ月遅れ                                       |
| 鳥取県 島根県 | 山陰中央テレビ（TSK）     | 2007年9月21日 | 金曜日 14:05～15:30                        | 約5ヶ月遅れ                                       |

- 北海道文化放送は当初は21日遅れでスタートしたが、参議院議員選挙政見放送があった関係で放送を休止したため現在は28日遅れ。
- またテレビ新広島では、一時金曜16:00～16:25の枠で定期放送していたが、テレビ大阪制作・テレビ東京系『アニメロビー』の遅れ放送開始に伴い、不定期放送に移行した（第二十回の広島検定は2008年1月3日(14:20~14:25)に放送された）。

1. ↑  自由民主党新総裁選挙に伴うFNN特番が14:30～15:30に組まれたことによる枠移動。9月23日が最終回であることのみならず、翌週9月30日は13:10～15:15にF1日本GP生中継が組まれていること、10月改編で日曜13:10～14:00枠の編成が変わることが影響し、「休止・次週以降順送り」という方法がとれなかったことも影響している。